# Lamproglena elongata
Lamproglena elongata is een eenoogkreeftjessoort uit de familie van de Lernaeidae. De wetenschappelijke naam van de soort is voor het eerst geldig gepubliceerd in 1956 door Capart.